# Marínovka (Bélgorod)
|  | Per a altres significats, vegeu «Marínovka». |

Marínovka - Мариновка (rus) - és un poble de l'óblast de Bélgorod, a Rússia. El 2010 tenia 108 habitants. Pertany al districte (raion) de Stroítel.